# Narcos (serie televisiva)
Narcos è una serie televisiva statunitense-colombiana creata da Chris Brancato, Carlo Bernard e Doug Miro per Netflix.
Tutti i dieci episodi che compongono la prima stagione sono stati resi disponibili sulla piattaforma di streaming Netflix dal 28 agosto 2015. Poco dopo la serie è stata rinnovata per una seconda stagione, pubblicata il 2 settembre 2016. La serie è stata rinnovata per una terza stagione, resa disponibile il 1º settembre 2017. Nel 2020 la serie è stata disponibile su RaiPlay in modalità gratuita ed è andata in onda da novembre 2019 a marzo 2020 su Rai 4.
È seguita dalla serie Narcos: Messico, incentrata sull'origine del cartello di Guadalajara pubblicata il 16 novembre 2018.

## Trama
La serie racconta la storia vera della dilagante diffusione della cocaina tra Stati Uniti ed Europa negli anni ottanta. Le prime due stagioni sono incentrate sulla lotta delle autorità colombiane e della DEA contro il boss mafioso e narcotrafficante Pablo Escobar e il cartello di Medellín, mentre la terza stagione è incentrata sulla lotta al cartello di Cali, guidato dai fratelli boss mafiosi Gilberto e Miguel Rodríguez Orejuela.

## Personaggi e interpreti

### Personaggi principali
- Pablo Escobar (stagioni 1-2), interpretato da Wagner Moura.
- Steve Murphy (stagioni 1-2), interpretato da Boyd Holbrook, doppiato da Francesco Venditti.
- Javier F. Peña (stagioni 1-3), interpretato da Pedro Pascal, doppiato da Riccardo Scarafoni.
- Connie Murphy (stagioni 1-2), interpretata da Joanna Christie, doppiata da Myriam Catania.
- Horacio Carrillo (stagione 1, ricorrente stagione 2), interpretato da Maurice Compte, doppiato da Fabrizio Vidale.
- Jorge Luis Ochoa (stagione 1), interpretato da André Mattos.
- Fabio Ochoa (stagione 1), interpretato da Roberto Urbina.
- Juan Diego "La Quica" Diaz (stagione 1, ricorrente stagione 2), interpretato da Diego Cataño.
- Roberto "Poison" Ramos (stagione 1, ospite stagione 2), interpretato da Jorge A. Jiménez.
- Tata Escobar (stagioni 1-2), interpretata da Paulina Gaitán.
- Hermilda Gaviria (stagioni 1-2), interpretata da Paulina García.
- Valeria Velèz (stagione 1, ricorrente stagione 2), interpretata da Stephanie Sigman.
- Fernando Duque (stagioni 1-2), interpretato da Bruno Bichir.
- César Gaviria (stagioni 1-2), interpretato da Raúl Méndez, doppiato da Edoardo Stoppacciaro.
- Eduardo Sandoval (stagioni 1-2), interpretato da Manolo Cardona, doppiato da Emiliano Coltorti.
- Judy Moncada (ospite stagione 1, stagione 2), interpretata da Cristina Umaña.
- Bill Stechner (stagioni 2-3), interpretato da Eric Lange.
- Claudia Messina (stagione 2), interpretata da Florencia Lozano.
- Gilberto Rodríguez Orejuela (stagioni 2-3), interpretato da Damián Alcázar.
- Helmer "Pacho" Herrera (ricorrente stagione 1, stagioni 2-3), interpretato da Alberto Amman.
- Miguel Rodríguez Orejuela (stagioni 2-3), interpretato da Francisco Denis.
- Chepe Santacruz Londoño (stagione 3), interpretato da Pêpê Rapazote.
- Jorge Salcedo (stagione 3), interpretato da Matias Varela.
- Guillermo Pallomari (stagione 3), interpretato da Javier Cámara.
- David Rodriguez (stagione 3), interpretato da Arturo Castro.
- Maria Salazar (stagione 3), interpretata da Andrea Londo.
- Christina Jurado (stagione 3), interpretata da Kerry Bishé.
- Chris Feistl (stagione 3), interpretato da Michael Stahl-David.
- Daniel Van Ness (stagione 3), interpretato da Matt Whelan.
- Amado Carrillo Fuentes (stagione 3), interpretato da José María Yazpik.

### Personaggi ricorrenti
- Navegante (Juan Sebastián Calero) (stagione 1-3)
- José Gonzalo Rodríguez Gacha (stagione 1), interpretato da Luis Guzmán.
- Gustavo Gaviria (stagione 1, ricorrente stagione 2), interpretato da Juan Pablo Raba.
- Carlos Lehder (stagione 1), interpretato da Juan Riedinger.
- Agente della DEA (stagione 1, ospite stagione 2), interpretato da Richard T. Jones, doppiato da Alessio Cigliano.
- "Il Leone" (stagione 1, ospite stagione 2), interpretato da Jon Ecker.
- Elisa Alvaro (stagione 1), interpretata da Ana de la Reguera, doppiata da Ilaria Latini.
- Ambasciatrice Noonan (stagione 1), interpretata da Danielle Kennedy, doppiata da Chiara Salerno.
- Maggiore Wysession (stagione 1, ospite stagione 2), interpretato da Patrick St. Esprit, doppiato da Pasquale Anselmo.
- Barry Seal/Ellis McPickle (stagione 1), interpretato da Dylan Bruno.
- Diana Turbay (stagione 1), interpretata da Gabriela de la Garza.
- Limón (stagione 2), interpretato da Leynar Gómez.
- Maritza (stagione 2), interpretata da Martina García.
- Arthur Crosby (stagioni 2-3), interpretato da Brett Cullen.
- Edward Jacoby (stagione 2), interpretato da Konstantin Melikhov.
- Chucho Peña (stagione 3), interpretato da Edward James Olmos.
- Agente Duffy (stagione 3), interpretato da Shea Whigham.
- Franklin Jurado (stagione 3), interpretato da Miguel Ángel Silvestre.
- Agente Lopez (stagione 3), interpretato da Nicholas Gonzalez.

## Episodi
| Stagione         | Episodi | Pubblicazione USA | Pubblicazione Italia |
| ---------------- | ------- | ----------------- | -------------------- |
| Prima stagione   | 10      | 2015              | 2015                 |
| Seconda stagione | 10      | 2016              | 2016                 |
| Terza stagione   | 10      | 2017              | 2017                 |

## Produzione
Creata da Chris Brancato, Carlo Bernard, Doug Miro, la serie è stata annunciata nel mese di aprile 2014 come parte di una collaborazione tra Netflix e Gaumont Television. Brancato è stato lo showrunner per la prima stagione; per la seconda stagione è stato sostituito da Adam Fierro, in seguito a sua volta sostituito con Eric Newman.
La serie è contraddistinta anche dal fatto che è in buona parte recitata in spagnolo, sottotitolato durante la trasmissione, per mantenere la veridicità dell'ambientazione.

## Premi e riconoscimenti
Nel 2016 la serie è stata nominata ai Golden Globe nelle categorie miglior serie drammatica e miglior attore in una serie drammatica (Wagner Moura).